# Torbjørn Sikkeland
Torbjørn Sikkeland, (Varteig, Østfold, Noruega, 3 de agosto de 1923 - 7 de noviembre de 2014) fue un físico noruego, codescubridor de los elementos químicos nobelio (junto a Albert Ghiorso, John R. Walton y Glenn T. Seaborg) y lawrencio (junto a Albert Ghiorso, Almon E. Larsh y Robert M. Latimer).

## Datos biográficos y formación académica
Hijo de Bonde Jørgen Sikkeland (1884-1969) y de Ingrid Abigael Skjeltorp (1887-1989), nació en Varteig, actualmente Sarpsborg, en 1923. Creció en una granja cerca de Sarpsborg siendo el sexto de ocho hermanos. Se casó en 1951 con la enfermera Sylvia Aase (01/09/1926).
Aprobó el examen de calificación en Sarpsborg en 1943 y se graduó en Ciencias, especialidad de química, en la Universidad de Oslo, en 1952 siendo su asesor de postgrado el profesor Odd Hassel. Sikkeland recibió el doctorado en física nuclear por la Universidad de Oslo en 1966.

## Carrera profesional
Fue investigador en el Departamento de Energía Atómica (Institutt for Atomenergi, IFA) de Kjeller (Noruega) (hoy llamado Instituto de Tecnología de la Energía o Institutt for energiteknikk) desde 1952 a 1956. Posteriormente recibió una beca del Norges Teknisk-Naturvitenskapelige Forskningsråd (NTNF) para trabajar en el Laboratorio Lawrence Berkeley de la Universidad de California, Berkeley y se trasladó allí, de 1957 a 1969. 
Profesor de física experimental en el Instituto Noruego de Tecnología de Trondheim (Norges Tekniske Høgskole, NTH) desde 1969 a 1993. 
Ha realizado numerosos trabajos en física nuclear, biofísica de la radiación y disciplinas afines. 
Murió en noviembre de 2014.

## Descubrimiento del nobelio y el lawrencio
Sikkeland, como parte del equipo que dirigía Glenn T. Seaborg en busca de nuevos elementos transuránicos participó en el descubrimiento de los dos últimos, tarea muy compleja por las cantidades extremadamente pequeñas de muestra y por la brevedad de sus vidas medias (solo unos minutos o segundos).
El nobelio se obtuvo bombardeando curio con iones carbono, y de igual modo, el lawrencio se obtuvo al bombardear un blanco de californio con iones boro.

## Publicaciones
- Fission of nuclei at high excitation and spin, dr.avh. UiO, 1966
- The Search for Element 102 (sm.m. A. Ghiorso), i Physics Today, vol. 20 nr. 9, 1967, s. 25–32